# Wortley (West Yorkshire)
Wortley – dzielnica miasta Leeds, w Anglii, w West Yorkshire, w dystrykcie metropolitalnym Leeds. Leży 2,4 km od centrum miasta Leeds i 272,5 km od Londynu. W 2001 roku dzielnica liczyła 23 114 mieszkańców. W 1901 roku civil parish liczyła 27 456 mieszkańców.